# 櫻田宏
櫻田 宏（さくらだ ひろし、1959年（昭和34年）6月3日 - ）は、日本の政治家。青森県弘前市長（2期）。

## 来歴
青森県弘前市生まれ。元弘前市長の櫻田清芽は祖父。弘前市立桔梗野小学校、弘前市立第四中学校、青森県立弘前高等学校卒業。1年浪人後、弘前大学人文学部経済学科に入学。1983年3月、同大学卒業。同年4月、弘前市役所に入庁、弘前市観光振興部長。
2018年4月8日に行われた弘前市長選挙に、市職員労組連合会の推薦を得て立候補。3選を目指す現職の葛西憲之は地元青森3区選出の木村次郎衆議院議員に再三にわたり応援依頼をするが、木村は「中立」を貫いた。櫻田は、葛西の進める「箱物行政」への批判票を取り込み、初当選を果たした。4月16日、市長就任。
※当日有権者数：147,061人 最終投票率：53.40%（前回比：＋15.05pts）
| 候補者名 | 年齢 | 所属党派 | 新旧別 | 得票数   | 得票率 | 推薦・支持 |
| -------- | ---- | -------- | ------ | -------- | ------ | ---------- |
| 櫻田宏   | 58   | 無所属   | 新     | 44,603票 | 57.27% |            |
| 葛西憲之 | 71   | 無所属   | 現     | 28,739票 | 36.90% |            |
| 畑山聡   | 63   | 無所属   | 新     | 4,537票  | 5.83%  |            |

2022年4月10日に行われた市長選挙で対立3候補を破り再選。
※当日有権者数：141,694人 最終投票率：53.33%（前回比：-0.07pts）
| 候補者名 | 年齢 | 所属党派 | 新旧別 | 得票数   | 得票率 | 推薦・支持 |
| -------- | ---- | -------- | ------ | -------- | ------ | ---------- |
| 櫻田宏   | 62   | 無所属   | 現     | 28,676票 | 38.25% |            |
| 山本昇   | 51   | 無所属   | 新     | 19,739票 | 26.33% |            |
| 蛯名正樹 | 67   | 無所属   | 新     | 15,004票 | 20.02% |            |
| 山内崇   | 66   | 無所属   | 新     | 11,543票 | 15.40% |            |

## 市政・人物
- 2020年9月11日、LGBTなど性的少数者のカップルが婚姻に相当する関係にあると認める「パートナーシップ宣誓制度」を12月に導入すると発表[10]。予定どおり12月10日から開始された。制度導入は東北地方の自治体としては初めて[11]。